# Herndon (Virginie)
Pour les articles homonymes, voir Herndon.
Herndon est une ville du Fairfax en Virginie aux États-Unis.

## Économie
On y trouve le siège de l'entreprise de distribution de matériaux de construction Beacon Roofing Supply.